# 土庫曼人
土庫曼人（阿拉伯字母：توركمنلر，發音：[tʏɾkmønˈløɾ]）是一个中亚突厥语民族，土库曼斯坦主要民族，也分布於阿富汗、伊朗東北部（呼羅珊）、敘利亞、伊拉克和北高加索（斯塔夫羅波爾邊疆區），以及巴基斯坦北部等地，其民族總人口數為九百萬人。
他们本来生活在阿爾泰山脈，七世纪來到锡尔河以北，其中塞尔柱部前進至巴格達，被哈里發封為蘇丹，十三世纪卡耶部前往安納托利亞，成立了鄂圖曼土耳其帝國。有人說他們的祖先來自回紇汗國的烏護（烏古斯人），與當地伊朗人混血而成。在伊朗与阿塞拜疆的多是什叶派。他们屬烏古斯语支，与土耳其人、撒拉族、加告兹人、卡什加人、阿塞拜疆人有关。
《史集》《突厥语大词典》說土庫曼即是像突厥，因為烏古斯人本来长得眼睛小，長期與河中塔吉克人生活，已經像伊朗人，但不全是伊朗人又有似突厥的地方。

## 民族分佈、人口與語言

### 民族分佈
土庫曼人分布於土庫曼斯坦、伊朗、阿富汗、烏茲別克、北高加索（斯塔夫羅波爾邊疆區），以及巴基斯坦北部。

### 人口
土庫曼人的總人口數為九百萬人。其中，根據2003年的人口調查資料顯示，位於土庫曼斯坦的土庫曼人有4248000人，其餘也有1328585人分布於伊朗、200000人分布於阿富汗、152000人分布於烏茲別克、110000人分布於巴基斯坦、46885人分布於俄羅斯、15171人分布於塔吉克，以及7709人分布於烏克蘭。

### 語言
土庫曼人主要使用的語言為土庫曼語，土庫曼語屬於突厥語系，烏古斯語支，其方言有Nokhurli、Anauli、Khasarli、Nerezim、Yomud、Teke (Tekke)、Goklen、Salyr、Saryq、Esari、Cawdur，共11種。其中，位於土庫曼斯坦境內的土庫曼人也有使用俄語的情形，而伊朗境內的土庫曼人在語言的使用情形上，則顯示出許多與波斯語相似的特點。

## 地理環境

### 地形
在地形上，土庫曼人的主要分布範圍為一塊面積不少於24萬平方公里的三角形沙漠地區。此三角形沙漠地區以裏海、阿姆河，以及裏海東南角至巴爾赫的連線，作為邊界。而在土庫曼人分布的沙漠環境內，亦具有主要的兩條河流：穆爾加布河與哈里河。其中，位於裏海與阿姆河交界的希瓦（花剌子模），以及哈里河流域皆有綠洲。

### 氣候
土庫曼人分布於的中亞地區的氣候為乾燥的大陸性氣候，其特性為降水量少、日曬強、蒸發量大，且溫差變化大。中亞地區的年降水量在300毫米以下，其中，土庫曼斯坦的荒漠地區年降水量僅有75至100毫米，而山區的年降水量則為1000毫米。至於溫差方面，中亞多處日間最高溫與夜間最低溫之溫差可達20℃至30℃。而若以季節而分，在夏季七月時，山區以外的平均氣溫為26℃至32℃，而在冬季一月時，中亞地區的氣溫由北至南則為－20℃至2℃。

## 歷史沿革
土庫曼人在歷史上與其分布地之周圍民族國家，如波斯、俄羅斯、希瓦汗國、布哈拉汗國等國，多有互動。其中又以跟俄羅斯的互動最為頻繁、程度最激烈。其歷史可以分為：早期（1800年以前）、爭取獨立時期（1800年至1860年）、獨立時期（1860年至1896年）、俄國占領時期（1870年代至1880年代）1991年後成為獨立的現代國家。

### 1800年前：早期歷史
早期的土庫曼人在卡拉庫姆沙漠及沙漠南緣的綠洲一帶活動，並無穩定的政治秩序，且經常對鄰國波斯以及來往的商隊發動襲擊(如不交贖金便賣到希瓦汗國)。

### 1800年至1860年：爭取獨立時期
1845年，由於帖克部落的土庫曼人襲擊波斯北部領地，波斯王下令出兵攻打帖克部落的土庫曼人。帖克部落的居民原欲逃往阿哈爾綠洲避難，然而遭當地居民拒絕，而後便前往謝臘赫斯落腳，該地原先住有在13年前被驅逐的薩魯爾部落的土庫曼人。
1855年，希瓦汗國進攻謝臘赫斯，行軍至荷里路德河右岸時，遭土庫曼人襲擊。其後土庫曼人進而襲擊波斯，卻遭到反擊，導致其居住地謝臘赫斯被燒毀。土庫曼人因而被迫移居梅爾夫。

### 1860年至1869年：獨立時期
遷徙至梅爾夫後，帖克部落的土庫曼人驅逐了原先居住在當地的薩利克部落的土庫曼人，將其驅逐至約洛坦綠洲和穆爾加布河（穆爾加布河包含在梅爾夫綠洲的一部份）上游的彭迪綠洲，帖克人便主宰了穆爾加布河流域。

### 1870年代至1880年代：俄國占領時期
俄羅斯在1870年至1880年間，對土庫曼人進行了一連串的軍事攻擊行動。西元1872年，俄軍對位於科佩達格山脈的土庫曼人發動攻擊，而後又出兵鎮壓居於阿喀耳綠洲的土庫曼人。然而大量土庫曼人集結起來阻擋了俄軍的攻擊，使得俄軍不得不撤退。西元1873年俄軍原欲出兵希瓦汗國，然而其中一支部隊卻在沿途遭約穆德部落的土庫曼人突襲。俄軍在成功進攻希瓦汗國後隨即對約穆德部落的土庫曼人展開了大規模的殲滅行動，並同時指控帖克部落的土庫曼人為中亞草原地區動亂之來源。其殘暴的行徑引起了各個部落的土庫曼人的震驚。
1876年，阿喀耳的土庫曼人告知住在三角地帶的土庫曼人，若成為俄國的藩屬會導致土庫曼民族的消失。西元1877年，帖克部落的土庫曼人轉而向波斯臣服，希望能結合兩方勢力對抗俄國。俄國得知土庫曼人的舉動後感到極為不滿，在同年出兵進攻之，在俄軍的強烈砲火下土庫曼人最終不得不投降。西元1878年，戰役結束，俄國正式兼併土庫曼人並對其執行殖民統治。

### 1991年：成為獨立的現代國家
1991年，由於蘇聯瓦解，土庫曼人得以脫離蘇聯的統治，並創建民族國家土庫曼斯坦。之後土庫曼斯坦更在西元2005年宣布退出獨立國家國協，正式成為獨立的現代國家。

## 社會、家庭與婚姻

### 游牧型社會
在蘇聯全權掌控中亞之前，要在該區域內區辨不同的民族甚為困難。超越族群範疇的認同在當時對中亞的人們來說比民族特色更為重要。當被詢問自己的身分認同時，多數中亞人民會選擇以自己屬於的親屬組織、社區、村落，或是所信奉的信仰以及所居住的地域來作為自己身分的分類標準。對於可以用來代表一個民族的民族國家概念在當時的中亞地區並不屬於一普遍認知。
多數土庫曼人在當時採游牧的生活型態，在蘇聯政府出現之前並未定居在任何市區或城鎮。這樣的移動式生活模式使得土庫曼人無法對對於同一族群內不同的親屬組織進行識別，因此導致不同土庫曼部落之間的衝突頻頻發生。而在蘇聯政府當政之後，則致力於與當地的民族主義者合作，希望將土庫曼人及蘇聯統治下的其他民族轉化成為現代社會主義國家中，以固定範圍領域及語言作為其身分認同基礎的群體。
在蘇聯政權對土庫曼人的語言、教育進行標準化措施，並鼓勵土庫曼人投入工業、從事公職或取得高等教育之後，土庫曼人原先的民族認同觀點終於受到改變，開始以民族國家的觀點認同自身群體。在蘇聯殖民時之前，曾有民族諺語表明土庫曼人的家鄉即是其馬匹所在之處。在取得獨立之後，土庫曼民族中的歷史學者投入大量心力試圖證明土庫曼人在遠古時代就已居住於現有的領土上，而有些歷史學者甚至選擇否認土庫曼人過往的遊牧社會背景。
土庫曼人的生活形態與馬術以及與馬相關的文化有深厚的關聯，其中飼養馬匹更是一項重要的生活傳統。即使蘇聯殖民時期生活型態有所改變，南土庫曼斯坦仍有土庫曼人的部落以其飼養的汗血馬著名。
許多部落的習俗在現代土庫曼人的社會中依舊存在。其中，kalim是對土庫曼人而言十分獨特的文化現象，是男子在結婚時須拿出的昂貴「嫁妝」，而其昂貴的價值正是導致了土庫曼社會長久以來綁架新娘現象之原因。而同樣在西元2001年的社會上，土庫曼斯坦的總統尼亞佐夫發表了一份聲明，強制所有欲與土庫曼女性通婚的外國人繳交不得少於五萬的美金。而這份法令已於西元2005年三月被廢除。

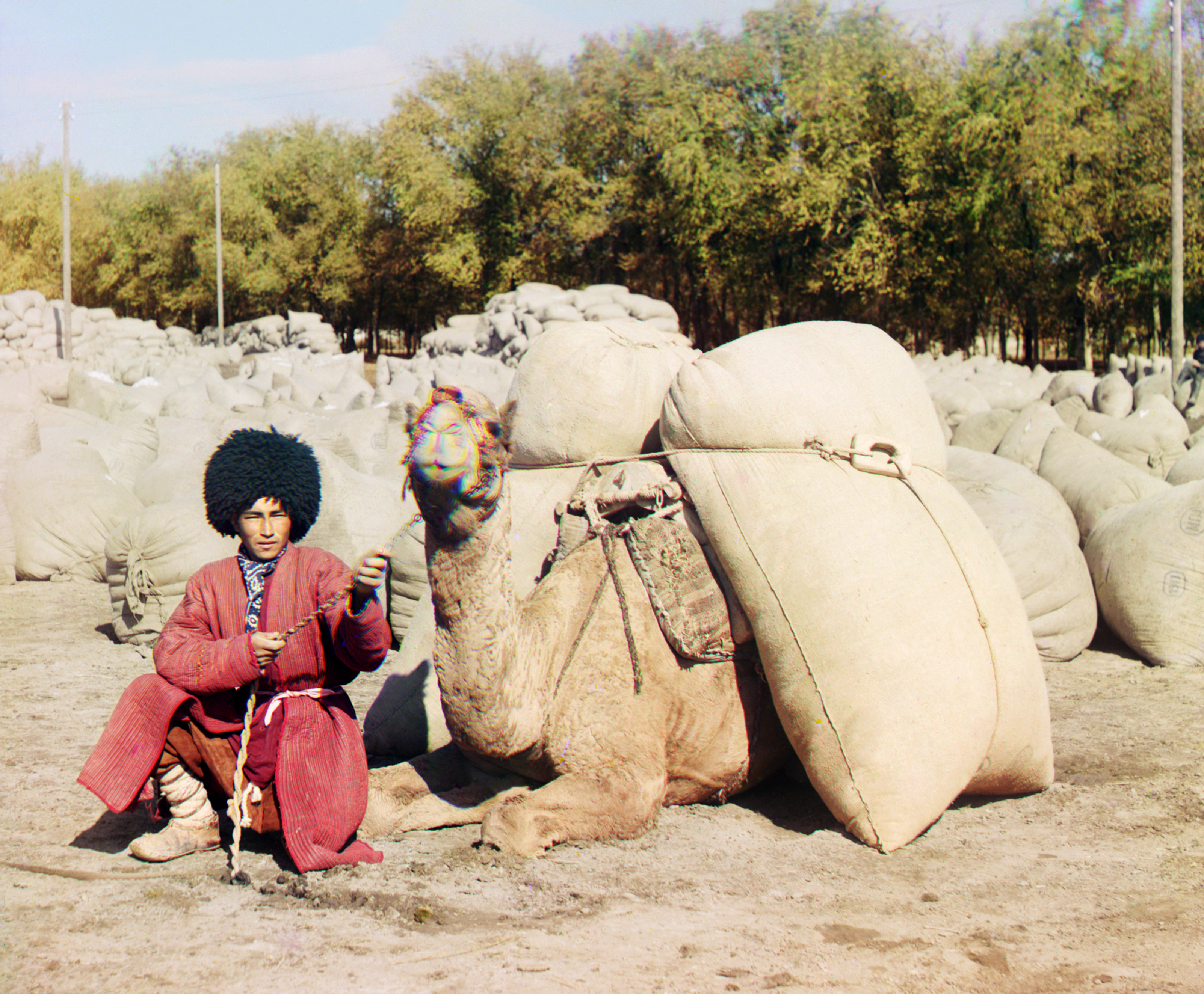
土庫曼人與駱駝

### 現代社會
土庫曼斯坦在1991年獨立後，與伊斯蘭教相關的生活文化復興隨之而來，人們開始恢復慶祝納吾肉孜節、新年等節日。
在土庫曼人的社會中存在著多樣的社會階級，包括都市中的知識份子及勞工階級，此二者在社會中所扮演的角色與農民階級的土庫曼人不同。政教分離以及無神論為知識分子階級的土庫曼人的中心思想，這些知識分子支持較為溫和的社會改革，並大多對土庫曼人深厚的伊斯蘭信仰以及伊斯蘭文化復興存疑。
現代土庫曼人社會中的種種改革多與曾任土庫曼斯坦終身總統的薩帕爾穆拉特·阿塔耶維奇·尼亞佐夫有關。尼亞佐夫的政策使民族主義成為土庫曼斯坦社會中相當重要的元素，尼亞佐夫同時也致力於增加與分布在鄰國伊朗、阿富汗的土庫曼人之聯繫，城市之名稱也在其執政期間有了重大改變。

## 產業與生活

### 民族國家成立前之產業發展
早期的土庫曼人進行游牧形式的生產，並也進行農業活動。居住於西阿哈爾綠洲的土庫曼人種植小麥、大麥、大量的西瓜、甜瓜、黃瓜等，而居住在東阿哈爾綠洲的土庫曼人的農作物與西阿哈爾綠洲的土庫曼人相似，但額外種植大量棉花、桃樹、石榴、葡萄等。

### 民族國家成立後之產業發展

#### 工業與製造業
土庫曼人在組成現代民族國家之後，開始開發境內豐富的礦產資源，如石油、天然氣、碘、稀有金屬等。其中土庫曼斯坦境內石油儲油量高達120億噸，天然氣遠景儲量則為22.8萬億立方米。
在工業方面，土庫曼人主要進行石油和天然氣開採、石油加工、紡織、化工、建材地毯機械製造及金屬加工。石油天然氣工業為土庫曼人工業中的支柱產業。2002年時，天然氣開採量為535億立方米，出口量則為393億立方米；石油開採量為900.98萬噸，加工石油則有573.44萬噸。同時液化氣和汽油的生產也分別增長了91％和44％。
而在同年，建築業生產總值為2323億馬納特，化肥生產總值為3744億馬納特，食品工業產值為4856億馬納特。在食品工業中，乳製品、肉類的生產分別增長了7％和5％。

#### 農牧業
在農業方面，土庫曼人以棉花與小麥為主要作物。土庫曼斯坦境內有3.72％的可耕地，共為1700萬公頃。其中耕地面積為132.9萬公頃，水澆地為131.3萬公頃。除了棉花與小麥之外，土庫曼人的農業生產品亦有稻米、瓜果和蔬菜等。2002年，農業生產總值為12.86萬億馬納特。
2003年1月的紀錄顯示，畜牧業方面，牛隻的存欄數為189.01萬頭，羊隻的存欄數為1332萬隻，駱駝為12.08萬頭，馬則為2.85萬匹。

#### 對外貿易
土庫曼人與全球近90個國家或地區有貿易往來。2003年其對外貿易總額為58.2億美元，且順差8.8億美元。其中出口值為33.5億美元，而天然氣、石油和石油產品又占總出口額的83％。而其2003年對外貿易的進口總額則為24.7億美元，其中機器、設備和建築材料是主要進口商品。

#### 國家架構下的產業政策
土庫曼人在以土庫曼斯坦的身分獨立之後，當局制定了「十年穩定」綱領及「一千天計畫」兩大經濟發展政策，後者的目的為使其經濟型態加速朝向市場經濟。土庫曼人的經濟轉型原則為在政府的調控之下，以社會為優先，創造出一獨特的混合型市場經濟。
1991年，土庫曼斯坦總統尼亞佐夫提出「土庫曼斯坦至2010年社會經濟改革戰略」，將未來經濟目標設定為市場經濟結合與國際的合作，且旨在建立土庫曼社會的高生活水準。因此，為了吸引外資投資，一系列保護外資的法規和優惠政策隨之頒布。目前外國的投資項目主要集中在石油天然氣產業及加工領域。

## 信仰與習俗
土庫曼人的信仰主要為伊斯蘭教遜尼派（在伊朗則為什葉派）。在經歷俄國殖民時期期間，俄國政府為推行共產主義，所提倡的無神論一度使土庫曼人的伊斯蘭宗教思想淡化。然而在蘇聯解體後，伊斯蘭教思想也隨之被土庫曼人復興。尤其在土庫曼人成立民族國家獨立之後，復興的現象更為明顯。 
土庫曼人脫離蘇聯的統治後，開始恢復慶祝伊斯蘭教的各種傳統節日，例如納吾肉孜節、新年等。而在多數土庫曼人以土庫曼斯坦的民族國家身分獨立後，總統尼亞佐夫的政策也對曆法的名稱造成了更改的影響，月份以及一星期中不同的日子皆被賦予了與總統尼亞佐夫以及其家人有關的名字。然而這項政策在尼亞佐夫過世後的兩年已被修改。

## 文學與藝術
馬赫圖姆庫里為土庫曼民族中重要的文學家及思想家，亦被稱為土庫曼民族精神之父。馬赫圖姆庫里生長在土庫曼人頻遭外族入侵，部落頻繁遷移的年代。他的作品描寫了當時土庫曼社會的種種生活層面，涉及世俗、宗教、歷史事件等題材。馬赫圖姆庫里所著詩作以犀利的文風反映外族對土庫曼人的剝削與壓迫，以及自身民族困頓的生活條件。而在創作上廣泛運用口語、民間俗語的寫作特色更是其詩作廣為人民接受的原因。

## 現況
在西元1991年12月26日蘇聯解體後，以多數土庫曼人為國民主體的土庫曼斯坦獨立。尼亞佐夫成為國家統領，並以其個人魅力來廣泛宣傳民族主義，取代了過去蘇聯殖民時期共產主義的治國方針。在西元1994年以及西元1999年時，尼亞佐夫更前後透過公投及立法來使自身成為土庫曼斯坦的終身總統。在尼亞佐夫擔任總統一職期間廢除了大量對其不利的公家單位及組織。在後蘇聯統治時期，土庫曼當局幾乎在所有國際議題上都選擇保持中立的立場。總統尼亞佐夫避免讓土庫曼斯坦成為地區性組織，如：上海合作組織，的成員。而在1990年代晚期，尼亞佐夫選擇和塔利班以及其在阿富汗地區的敵對勢力，北方聯盟，均保持友好關係。在西元2002年時，一場宣稱是針對尼亞佐夫的刺殺行動促成了一連串國家安全措施的改進、部分政府官員遭到解職，以及在傳播媒體上的限制。最終，前外交部長鮑里斯•希姆馬拉多夫因被指控為刺殺事件的主謀而遭流放。
在西元2002至2004年間，由於兩國之間的對立以及尼亞佐夫宣稱烏茲別克與西元2002年的刺殺行動有關，土庫曼斯坦與烏茲別克兩國之間的關係變得極為緊繃。西元2004年，烏茲別克與土庫曼斯坦雙方訂定了一連串的協定，以確保兩國的和平關係。在西元2004年12月及2005年1月的國會選舉中，僅有尼亞佐夫所屬的政黨參與選舉，並且也無受到國際社會的關注或監督。西元2005年，尼亞佐夫利用其政權的強制力勒令關閉阿什哈巴德附近的所有醫院及圖書館。西元2006年，土庫曼人的政權出現專制化的導向，高層政務官員大幅被替換，石油與天然氣的出口量亦出現縮減的現象，而政府也隔絕土庫曼人民與地區性、國際性組織的聯繫。然而中華人民共和國是少數土庫曼政府與其立定重大協約的國家。在西元2006年尼亞佐夫突然去世後，代理首相庫爾班古力•別爾德穆哈梅多夫曾一度被任命為土庫曼政府的統領，而隔年他也在總統大選中獲勝。在西元2012年時，庫爾班古力·別爾德穆哈梅多夫以97%的選票再度獲得勝利。